# Neue Deutsche Härte
Neue Deutsche Härte (с нем. — «Новая немецкая тяжесть», читается как [ˈnɔʏə ˈdɔʏtʃə ˈhɛʁtə], сокращённо NDH) — направление в немецкоязычной рок-музыке, возникшее в 1990-е годы, в результате добавления в звучание EBM элементов грув-метала. Для Neue Deutsche Härte характерно соединение глубокого и чистого вокала, лирики преимущественно на немецком языке с использованием электрогитары, баса, ударных и синтезатора. Кроме того, в жанре зачастую используются семплы, иногда — драм-машины, нередко встречаются элементы индастриала, техно, использование готических органов, хоров или пения.
Термин Neue Deutsche Härte был придуман немецкой прессой после выхода дебютного альбома немецкой группы Rammstein Herzeleid в 1995 году по аналогии с Neue Deutsche Welle.

## Происхождение
NDH появился и развивался в середине 1990-х годов. Является смесью из EBM, грув-метала, индастриала и техно. Пионерами NDH как жанра считают немецкую группу Oomph!, чей второй альбом Sperm (1994), полностью написанный под влиянием Sepultura, Prong и Pantera, заложил основы стиля.

## Музыкальная характеристика

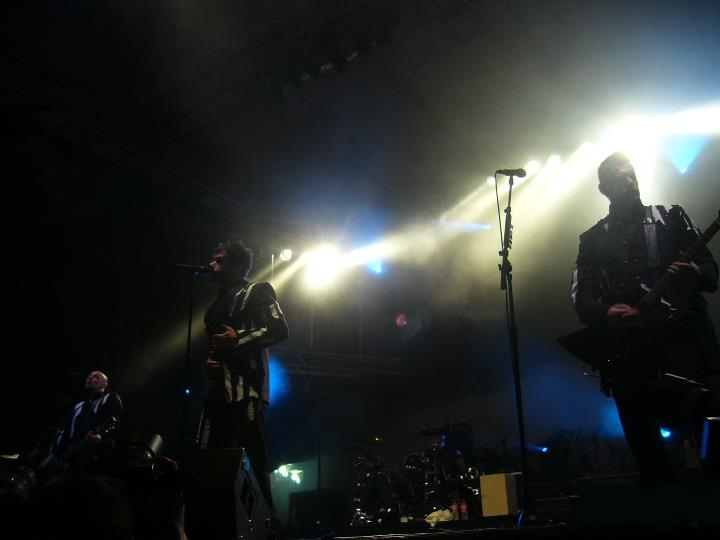
Концертное выступление группы Oomph!

Музыкально NDH вобрал в себя многие черты тяжелой музыки. Большинство представителей жанра нельзя полностью охарактеризовать как NDH-группы в связи с универсальностью их музыки и тем, что по своей сути, это музыкальное направление мало чем отличается от классического индастриал-метала. Например для NDH, как и для индастриал-метала характерно широкое разнообразие используемых инструментов/звуковых эффектов, часто требуется несколько прослушиваний композиции, чтобы определить все детали. Основную линию музыки ведёт почти танцевальный бит в стиле техно, который обычно включает в себя бас-ударные или сменяющие друг друга тарелки и бас-ударные партии. Увеличение интенсивности композиции характеризуются увеличением сложности и глубины аккордов, а изменение интенсивности часто сопровождается хорошо развитыми переходами. Аккорды содержат усложненные прогрессии, обычно включая в себя несколько инструментов.

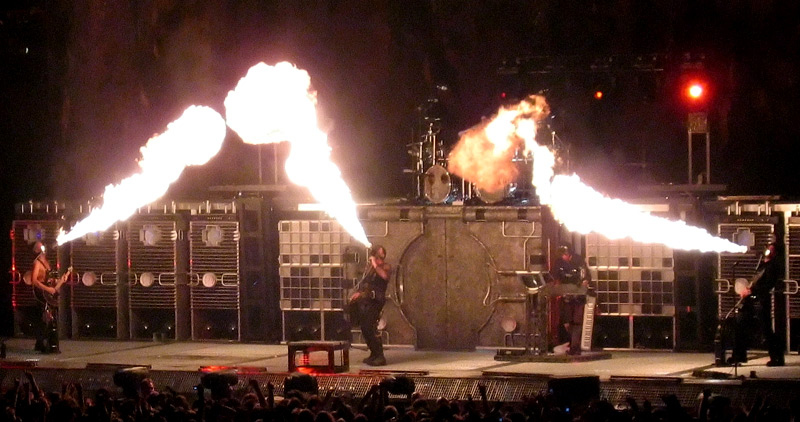
Rammstein, Стокгольм, Швеция, 18 ноября 2004

Из основных характерных черт можно выделить преимущественно немецкоязычный глубокий, чистый мужской вокал, часто более спокойный, чем в других жанрах метала. Лирика затрагивает такие темы, как любовь, ненависть, ревность, сексуальность, религия и смерть, зачастую делает это косвенно, через метафоры или повествование. Некоторые группы обращались в написании текстов к приёму двусмысленности. Соло необычны, в них используются самые разнообразные синтезирующие инструменты и семплы органов, хоров или пения. Для NDH не характерно использование аккордов с джазовыми прогрессиями и джазовых инструментов (медные духовые инструменты, саксофон).

## Внешний стиль
Интересной особенностью жанра являются названия групп, которые часто состоят из сложных существительных и, как правило, звучат «жестко», «мощно».
Группы формируют свой концертный образ на основе мужественного, близкого к милитаризму стилю, в конечном счёте левые антифашистские организации подвергли критике группы направления «Neue Deutsche Härte» за бездумное использование различного рода изображений времён нацистской Германии. Особенно это касалось группы Rammstein, «героизировавшей в своих выступлениях культ атлетических тел, огня, мускулов и барабанной дроби». В то же время со стороны правоэкстремистской сцены в лице газеты национал-демократической партии Германии Deutsche Stimme реакция была прямо противоположная, а сами Rammstein отвергли правую идеологию песней «Links 2-3-4» с, опять же, метафорическим текстом.

## Повышение популярности
Neue Deutsche Härte был особенно успешным в континентальной Европе. Rammstein продали почти четыре миллиона записей в Германии,, накапливая золотые и платиновые записи в Швеции, Австрии, Бельгии, Нидерландах, Швейцарии, Дании, Норвегии, Польше, Финляндии и Чехии.
Альбом Oomph! «Wahrheit oder Pflicht» становится в 2004 золотым в Австрии и Германии.

## Исполнители
Ниже приведён список наиболее значимых исполнителей в жанре NDH:
- ASP
- Der Bote
- die!
- Die Kreatur
- Die Krupps
- Division:Dark
- Eisbrecher
- Eisheilig
- Erdling
- Hanzel und Gretyl
- Hämatom
- Heldmaschine
- Janus
- Joachim Witt
- KekkManns
- Knorkator
- Konfirmat
- Kuhlmann
- Letzte Instanz
- Lindemann
- Märzfeld
- Mauerschlag
- Megaherz
- Miesembach
- Nachtmann
- Nebelhaus
- Null Positiv
- Oomph!
- Osovets
- Ost+Front
- Project Silence
- Puhdys
- Rammstein
- Risenstar
- Samsas Traum
- Sang Karsten
- Schattenmann
- Schwarzer Engel
- Schwarztag
- Seelenzorn
- Stahlhammer
- Stahlmann
- Sturmmann
- Sub Dub Micromachine
- Sündenklang
- Tanzwut
- Unheilig
- Unzucht
- Werksfront